# Ermida de Santo Amaro (Horta)

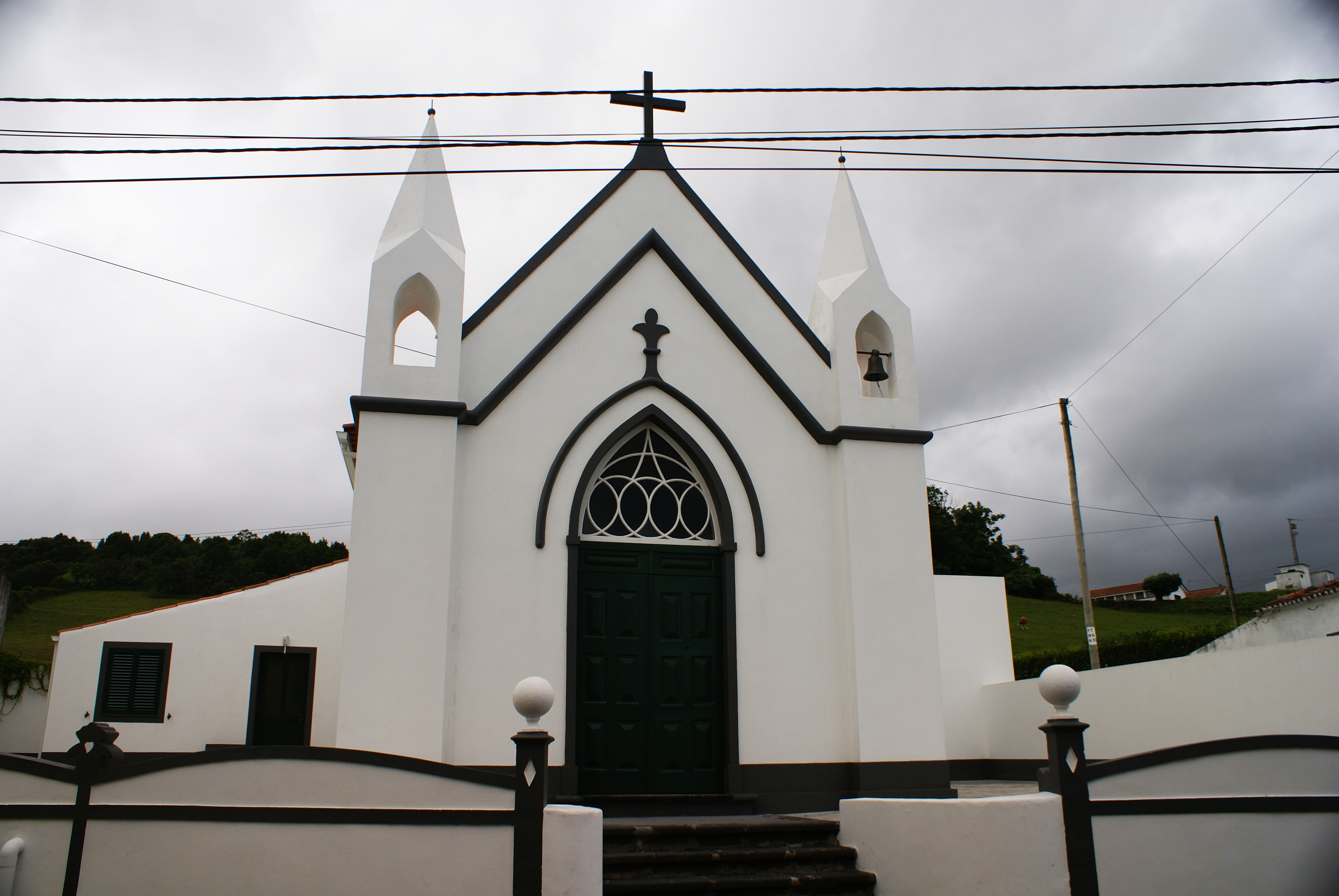
Ermida de Santo Amaro, Santo Amaro.

A Ermida de Santo Amaro é uma Ermida portuguesa localizada no lugar de Santo Amaro freguesia das Conceição, no concelho da Horta, na ilha do Faial, no arquipélago dos Açores.
Esta ermida que apresenta uma fachada bastante invulgar é dotada por duas torres sineiras. A sua data de construção ocorreu no século XVI e deveu-se a uma promessa de Braz Pereira Sarmento, embora o ano exacto da construção deste templo seja desconhecido, os historiadores indicam 1537 como sendo o mais exacto, embora a escritura de instituição deste templo só tenha ocorrido em 1575.
Das datas que ostenta na fachada, a de 1606 refere-se ao ano da morte do seu fundador, sendo que a de 1924, se refere ao ano que se procedeu a um restauro.
À data presente (2013) e após o restauro a que foi sujeita depois do terramoto de 9 de Julho de 1998 as datas atrás mencionadas ainda aguardam a sua afixação na fachada.